# Festnahme

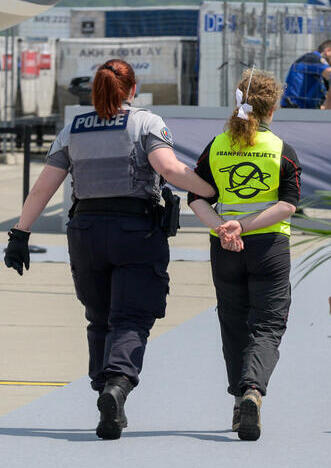
Person von der Polizei festgenommen (Genf, 2023)

Eine Festnahme ist das Festhalten von Personen (Personengewahrsam) auf Grundlage zivil- oder strafprozessrechtlicher Bestimmungen. In Deutschland ist im Strafprozessrecht nur die vorläufige Festnahme vorgesehen.
Die Festnahme greift in Grundrechte des Individuums ein (z. B. Freiheit der Person), so dass ein Gesetzesvorbehalt gilt. Die Maßnahme gilt immer vorläufig, und zwar entweder bis der Grund der Maßnahme entfallen oder ein richterlicher Beschluss erwirkt ist. Sie kann von der Staatsanwaltschaft angeordnet und von entsprechenden Ermittlungspersonen physisch vorgenommen werden. Zu diesen zählen vor allem Polizisten, Zöllner und Justizwachtmeister. Daneben gibt es andere Arten von Vollstreckungsbeamten, die unter besonderen Umständen ebenfalls befugt sind Festnahmen zu vollziehen, wobei dies nicht die primäre Aufgabe ist. Dies ist besonders dann der Fall, wenn eine Person Tatverdächtiger einer Straftat, die Polizei noch nicht am Einsatzort eingetroffen ist und somit Gefahr im Verzug besteht. Zu diesen Amtsträgern zählen Bundeswehrsoldaten, Justizvollzugsbeamte, BfV-, BND- und MAD-Agenten im Bereich der jeweiligen Sicherheitsabteilungen und in manchen Bundesländern Ordnungsbeamte.
Die typischen Gründe für die Durchführung einer vorläufigen Festnahme sind dringender Tatverdacht von Straftaten, Flucht- und Verdunkelungsgefahr. Bei diesen Gründen kommt als Folge die Untersuchungshaft in Betracht. Allerdings können Personen auch kurzzeitig (max. 48 Stunden) festgenommen werden (siehe Personengewahrsam). Die typischen Gründe dafür sind unter anderem: Identitätsfeststellung, aggressives Verhalten während amtlicher Maßnahmen und Unberechenbarkeit durch Rauschmittelkonsum oder einer Psychose.
Eine Festnahme wirkt als Rechtfertigungsgrund für die durch die Festnahme tatbestandliche Nötigung oder Freiheitsberaubung. Eine Körperverletzung im Rahmen der Festnahme ist dann gerechtfertigt, wenn sie in Zusammenhang mit dieser steht und die Verhältnismäßigkeit gewahrt bleibt.

## Deutschland
Die Festnahme ist im deutschen Strafprozessrecht als hoheitliches Festnahmerecht (§ 127 Abs. 2 StPO) und als Jedermann-Recht ausgestaltet (§ 127 Abs. 1 StPO). Sie dient der Strafverfolgung.
Schutzgut ist der Strafanspruch des Staates, dessen Durchsetzung bei einer Flucht oder bei Anonymität des Tatverdächtigen verhindert oder wesentlich erschwert werden würde.

### Jedermann-Festnahme
Das Jedermann-Anhalte- und -Festnahmerecht nach § 127 Abs. 1 Strafprozessordnung gestattet es jedermann (auch Minderjährigen), eine Person vorläufig festzunehmen.
Dabei sind die Gegebenheiten im Einzelfall entscheidend. Es ist zwar gesetzlich jeder Person gestattet, einen Täter bis zur Ankunft der Polizei festzuhalten, jedoch wird von den Behörden grundsätzlich empfohlen, sich nicht selbst in Gefahr zu bringen. Aus diesem Grund sollten Zivilisten, die keine Ausrüstung tragen und nicht für den Nahkampf ausgebildet sind, niemals versuchen, einen gefährlichen Täter auf eigene Faust festzuhalten. Währenddessen ist es von allen Arten von bewaffneten und kampfausgebildeten Vollstreckungsbeamten eine indirekte Pflicht einzugreifen (Strafverfolgungszwang), da diese in derartigen Situationen nicht als Zivilisten gelten, sofern sie während der Situation im Dienst sind und in der Lage sind, eingreifen zu können. 
Dieses Festnahmerecht ist an folgende Voraussetzungen geknüpft:
Zunächst muss der Täter bei einer frischen Tat (in flagranti) betroffen sein. Als frisch gilt die Tat, wenn sie mit der aktuellen Situation noch in einem räumlichen und zeitlichen Zusammenhang steht, das heißt, der Täter muss noch am Tatort oder in dessen unmittelbarer Nähe festgenommen werden. Ausreichend ist aber auch eine sofortige Verfolgung, wenn der Täter am Tatort angetroffen worden ist. Die Straftat muss nach herrschender Lehrmeinung auch tatsächlich begangen worden sein. Ein dringender Tatverdacht genügt den Anforderungen der Rechtslehre nicht, allerdings genügt er der Rechtsprechung, um die Voraussetzungen der Festnahme zu bejahen. Eine irrtümliche Annahme einer Tat führt nach der Rechtslehre zur strafrechtlichen Figur des Erlaubnistatbestandsirrtums.
Festnahmegrund kann neben dem Fluchtverdacht bezüglich des Täters auch die Weigerung des Verdächtigen sein, seine Identität zu offenbaren, oder die sonstige Unmöglichkeit der Identitätsfeststellung (beispielsweise ausweislos oder aggressiv). Wer also einen Straftäter persönlich kennt, darf ihn nicht vorläufig festnehmen – es sei denn, er ist verdächtig, sich den Strafverfolgungsbehörden zu entziehen (zum Beispiel durch Untertauchen).
Das Recht zur vorläufigen Festnahme erkennbar schuldunfähiger Personen (beispielsweise von Kindern) wird in der herrschenden Meinung verneint, da der Festnahmezweck, also die Eröffnung eines Strafverfahrens zu ermöglichen, auf diese Weise nicht erreicht werden kann. Es kommt hier aber ein Festhalterecht aus anderen Rechtsquellen in Betracht, zum Beispiel die zivilrechtliche Selbsthilfe oder der rechtfertigende Notstand.
Im Einzelfall ist genau zu prüfen, ob die rechtlichen Voraussetzungen für ein Einschreiten vorliegen („Liegt überhaupt eine Straftat vor?“, „Kann sich der Verdächtige ausweisen?“), da der Festnehmende andernfalls Ermittlungsverfahren wegen Nötigung, Körperverletzung oder Freiheitsberaubung riskiert.
Die vorläufige Festnahme selbst muss unter Beachtung des Verhältnismäßigkeitsprinzips erfolgen. Sie darf beispielsweise nicht bei geringsten Vergehen zu erheblichen Verletzungen beim Täter führen. Die Anwendung eines jeden Mittels ist damit gerade nicht durch das Festnahmerecht erlaubt, selbst wenn die Ausführung oder die Aufrechterhaltung der Festnahme sonst nicht möglich wäre. Steht das angewendete Mittel also nicht in angemessenem Verhältnis zum Festnahmezweck, so ist es unzulässig. „Unzulässig ist es daher regelmäßig, die Flucht eines Straftäters durch Handlungen zu verhindern, die zu einer ernsthaften Beschädigung seiner Gesundheit oder zu einer unmittelbaren Gefährdung seines Lebens führen.“ Fesselungen an Armen und Beinen sind damit statthaft, soweit dies erforderlich ist (Aggressivität, Widerstand, Fluchtversuch). Die Wegnahme von Sachen des Verdächtigen ist im Rahmen der Verhältnismäßigkeit rechtens, um die Flucht zu verhindern (zum Beispiel Fahrrad, Fahrzeugschlüssel). Kann die Person nicht der Polizei übergeben werden (z. B. kein Telefon und menschenleeres Gebiet), kann der Festgenommene auch zur nächsten Polizeidienststelle gebracht werden.
Sobald sich die festgenommene Person der Festnahme nicht lediglich durch Flucht erwehrt, sondern den Festnehmenden angreift, so ist auch der Einsatz von Gewalt zulässig. Diese ist dann jedoch nicht mehr durch das Festnahmerecht des § 127 Abs. 1 StPO, sondern durch Notwehr gemäß § 227 Bürgerliches Gesetzbuch, § 32 Strafgesetzbuch gerechtfertigt, da in diesem Fall die Gegenwehr des Täters einen gegenwärtigen rechtswidrigen Angriff darstellt. Der Festgenommene handelt nicht in Notwehr, wenn er sich gegen den Festnehmenden zur Wehr setzt, soweit die Festnahme durch § 127 StPO gedeckt ist. Überschreitet der Festnehmende die Grenzen der Festnahmebefugnis, weil er z. B. Gewalt anwendet, obwohl der Festgenommene „nur“ zu fliehen versucht, oder handelt er gar außerhalb der Festnahmebefugnis, weil der Täter z. B. nicht auf frischer Tat ertappt wurde, so ergäbe sich für den Festgenommenen eine Notwehrsituation, in der er seinerseits den rechtswidrigen Angriff gegen sich, hier die überzogene Festnahme, auch mit Gewalt abwehren darf.
Es ist also streng zwischen dem Festnahmerecht und dem Notwehrrecht zu trennen. Solange der Festgenommene sich gegen die Festnahme nicht wehrt, greifen nur die milderen Eingriffsbefugnisse des Festnahmerechts. Handelt es sich um die Festnahme eines Straftäters i. S. d. § 127 Abs. 1 StPO und wehrt sich dieser nicht nur, indem er versucht zu flüchten, sondern greift er seinerseits den Festnehmenden an, so sind aggressivere Mittel aufgrund der Notwehrsituation für den Festnehmenden gerechtfertigt.
Dem Festgenommenen ist im Übrigen der Grund bekanntzugeben (hierbei genügt jedoch der Gebrauch der deutschen Sprache, ein Dolmetscher muss nicht hinzugezogen werden).
Am häufigsten berufen sich auf das Jedermann-Festnahme-Recht sog. private Sicherheitsdienste (z. B.: Mitarbeiter von Sicherheitsdiensten des öffentlichen Personennahverkehrs, Mitarbeiter der Sicherheit der Deutschen Bahn, Wachdienste, welche für ihre Auftraggeber deren Firmengebäude und Privatgebäude überwachen, von Firmen oder Privatleuten angestellte „Wachleute“, „Türsteher“, „Personenschützer“ oder „Privatermittler“) oder Mitarbeiter von Behörden ohne Polizeibefugnis oder Mitarbeiter von Polizeibehörden außerhalb ihrer Zuständigkeit (z. B.: Zoll/Zollfahndung bzw. Finanzamt/Steuerfahndung bei Straftaten fachlich außerhalb des Zollkodex/Abgabenordnung oder Bundespolizei räumlich außerhalb von Häfen, Flughäfen, Bahnhöfen).

### Hoheitliche Festnahme
Diese Art der Festnahme ist nur bestimmten Amtsträgern vorbehalten, die hierfür sachlich und örtlich zuständig sowie befugt sein müssen.

#### Polizeien und Staatsanwaltschaften sowie Ermittlungspersonen der Staatsanwaltschaft
Staatsanwälte und die Beamten des Polizeidienstes dürfen gemäß § 127 Abs. 2 StPO Personen festnehmen, wenn die Voraussetzungen eines Haftbefehls oder die einer einstweiligen Unterbringung vorliegen und zusätzlich Gefahr im Verzug besteht. Auf Anordnung der Staatsanwaltschaft sind auch ihre Ermittlungspersonen aufgrund § 152 Abs. 1 GVG zur Festnahme berechtigt. Der Festgenommene muss unverzüglich, spätestens bis zum Ablauf des folgenden Tages, dem Haftrichter am zuständigen Amtsgericht vorgeführt werden.
Für diese rechtliche Maßnahme reicht der dringende Tatverdacht aus. Die Eingriffsvoraussetzungen sind somit erheblich niedriger als die Festnahme des Abs. 1. Es kann also sein, dass diese Straftat schon Jahre zurückliegt und die Person namentlich bekannt ist. Bei Antragsdelikten (z. B. Sachbeschädigung) ist eine Festnahme auch dann möglich, wenn kein Strafantrag vorliegt (§ 127 Abs. 3 StPO). Mit der Verhaftung ist der Festgenommene Verdächtiger. Erhärtet sich der Verdacht auf Tat und Täterschaft, wechselt der Status der Person vom Verdächtigen zum Beschuldigten (der Wechsel kann sich ggf. innerhalb von Sekunden vollziehen). Zum Zwecke der Festnahme flüchtiger Verdächtiger dürfen ohne Beschränkung der Nachtzeit auch Wohnungen, Gebäude, Fahrzeuge betreten werden.
In der Regel wird die Person ohne unmittelbaren Zwang abgeführt, zu dem auch Festnahmetechniken bis hin zum Schusswaffengebrauch (zur Anhaltung) anwendbar sind. Im Vorgriff kann eine Stürmung notwendig sein, der der Zugriff folgt. Wenn massive Gegenwehr zu erwarten oder die Person gefährlich ist, werden meist Spezialeinheiten wie Spezialeinsatzkommandos mit der Durchführung der Maßnahme befasst.
Nach § 163b StPO dürfen Personen ebenfalls zum Zwecke der Identitätsfeststellung festgehalten werden, wenn die Identität sonst nicht oder nur unter erheblichen Schwierigkeiten festgestellt werden kann.
Dem Festgenommenen ist unverzüglich der Grund bekannt zu geben. Des Weiteren ist er über die Rechte und Pflichten als Beschuldigter zu belehren. Bei Verständigungsschwierigkeiten ist ein Dolmetscher in einer angemessenen Zeit hinzuzuziehen (in der Praxis während der ersten schriftlichen Vernehmung).
Art. 5 der Europäischen Menschenrechtskonvention ergänzt die Regularien der StPO hinsichtlich der hoheitlichen Festnahme. Sie gilt in den Unterzeichnerstaaten als bindende befugnisnormergänzende Vorschrift.

#### Sonderfälle
- Personen, die eine Amtshandlung stören, können nach § 164 StPO bis zum Abschluss der Amtshandlung, längstens bis zum Ende des Folgetages, von befugten Amtsträgern festgenommen werden. Denkbare Störungen können ständige Zurufe, Überschreiten von Absperrungen bis zu physischen Behinderungen sein.
- Ein Kapitän eines Seeschiffes oder ein beauftragter Offizier kann nach § 121 Seearbeitsgesetz eine Person an Bord vorläufig festnehmen, um Gefahren abzuwehren. Wer sich der Festnahme widersetzt, begeht eine (ggf. versuchte) Nötigung (Deutschland) in Tateinheit mit einer Straftat nach § 146 Seearbeitsgesetz oder einer Ordnungswidrigkeit nach § 145 Seearbeitsgesetz.
- Flugkapitäne haben Bordgewalt, eine luftpolizeiliche Hoheitsgewalt nach § 12 LuftSiG in Verbindung mit dem Tokioter Abkommen. Der verantwortliche Flugzeugführer darf sämtliche Maßnahmen ergreifen, die zur Sicherung der Sicherheit und Ordnung an Bord erforderlich sind, z. B. Randalierer einsperren oder fesseln.
- An Bord von Fahrzeugen, die eine deutsche Hoheitsflagge führen, gilt deutsches Recht, da es dem deutschen Staatsterritorium gleichgestellt ist (z. B. Luftfahrzeuge der Luftwaffe, Schiffe der Bundeswehr, Schiffe der Küstenwache). Demnach können auch dort vorläufige Festnahmen nach § 127 Abs. 1 StPO vollzogen werden, sofern das Wehrrecht nicht greift.
- Wer einer Straftat gegen die Bundeswehr dringend verdächtigt ist, kann nach § 6  Abs. 1 UZwGBw (Gesetz über die Anwendung unmittelbaren Zwanges und die Ausübung besonderer Befugnisse durch Soldaten der Bundeswehr und verbündeter Streitkräfte sowie zivile Wachpersonen) bei Gefahr im Verzug vom Wachvorgesetzten oder vom Leiter der Dienststelle oder dessen Beauftragten vorläufig festgenommen werden, wenn die Voraussetzungen eines Haftbefehls oder eines Unterbringungsbefehls nach der Strafprozessordnung vorliegen.
- Disziplinarvorgesetzte in der Bundeswehr haben nach § 21 Abs. 1 WDO (Wehrdisziplinarordnung) das Recht, Soldaten, die ihrer Disziplinarbefugnis unterstehen, wegen eines Dienstvergehens vorläufig festzunehmen, wenn es die Aufrechterhaltung der Disziplin gebietet.

### Zivilrecht

#### Selbsthilfe
Die Vornahme einer Festnahme kann zivilrechtlich ebenfalls über die Vorschriften der Selbsthilfe nach § 229, § 230 und § 231 BGB gerechtfertigt sein. Nach § 230 Abs. 3 BGB muss wenigstens der Verdacht zur Flucht bestehen. Zusätzlich dazu sollen die Voraussetzungen der zivilprozessualen Sicherung der Zwangsvollstreckung vorliegen.

#### Persönlicher Sicherheitsarrest
Zur Sicherung der Zwangsvollstreckung wegen einer Geldforderung kann der Schuldner in den persönlichen Arrest genommen werden. Diese Festnahme ist nach § 918 Zivilprozessordnung nur gestattet, wenn sie zur Sicherung der gefährdeten Zwangsvollstreckung auch wirklich erforderlich ist. Der Anspruch und der Arrestgrund müssen glaubhaft gemacht werden.

### Abgrenzungen
Entgegen landläufigem Verständnis stellen folgende Maßnahmen keine Festnahme dar:
- die Verhaftung zum Zwecke des Haftantritts oder zum Zwecke der Vorführung bei Gericht, zu Maßnahmen des Antritts einer Maßregel der Besserung und Sicherung oder beim Landgerichtsarzt,
- die Ingewahrsamnahme durch die Polizei zum Zwecke der Gefahrenabwehr (z. B. Jugendschutz oder Wiederergreifung entwichener Strafgefangener) sowie zum Zwecke der Vollzugshilfe,
- das Festhalten zur Personalienfeststellung nach § 163b StPO.

### Vollzugshilfe
Als Vollzugshilfe durch Festnahme kommt insbesondere in Betracht: Zuführung eines Wehrpflichtigen durch die Polizei zum nächsten Feldjägerdienstkommando, der seiner Einberufung unentschuldigt nicht Folge leistet (§ 44 Abs. 3 Wehrpflichtgesetz).

## Österreich

### Strafprozessordnung

#### Festnahme durch die Polizei
§ 170 Abs. 1 Strafprozessordnung normiert die Zulässigkeit der Festnahme einer Person:
1. wenn sie auf frischer Tat betreten oder unmittelbar danach entweder glaubwürdig der Tatbegehung beschuldigt oder mit Gegenständen betreten wird, die auf ihre Beteiligung an der Tat hinweisen,
2. wenn sie flüchtig ist oder sich verborgen hält oder, wenn auf Grund bestimmter Tatsachen die Gefahr besteht, sie werde flüchten oder sich verborgen halten,
3. wenn sie Zeugen, Sachverständige oder Mitbeschuldigte zu beeinflussen, Spuren der Tat zu beseitigen oder sonst die Ermittlung der Wahrheit zu erschweren versucht hat oder auf Grund bestimmter Tatsachen die Gefahr besteht, sie werde dies versuchen,
4. wenn die Person einer mit mehr als sechs Monaten Freiheitsstrafe bedrohten Tat verdächtig und auf Grund bestimmter Tatsachen anzunehmen ist, sie werde eine eben solche, gegen dasselbe Rechtsgut gerichtete Tat begehen, oder die ihr angelastete versuchte oder angedrohte Tat (§ 74 Abs. 1 Z 5 StGB) ausführen.
Die Festnahme ist grundsätzlich durch die Staatsanwaltschaft auf Grund einer gerichtlichen Bewilligung anzuordnen und von der Kriminalpolizei (darunter ist die mit der Aufklärung von Straftaten beauftragte Polizei an sich zu verstehen, keine bestimmte Organisationseinheit) durchzuführen. Zum großen Teil darf die Kriminalpolizei aber auch von sich aus diese Festnahmen aus den genannten Gründen durchführen.

#### Anhalterecht
§ 80 Abs. 2 Strafprozessordnung normiert das „Anhalterecht Privater“, das sinngemäß dem oben beschriebenen Festnahmerecht des deutschen Rechts entspricht.

### Verwaltungsstrafrecht
Die Organe des öffentlichen Sicherheitsdienstes dürfen Personen, die auf frischer Tat betreten werden, zum Zwecke der Vorführung vor der Behörde festnehmen, wenn
- der Betretene dem Organ unbekannt ist (mangelnde Identität), oder
- der Verdacht besteht, dass er sich der Strafverfolgung zu entziehen versucht (begründeter Fluchtverdacht), oder
- der Betretene in der Fortsetzung der strafbaren Handlung beharrt (Fortsetzung- oder Wiederholungsgefahr).

Jeder Festgenommene ist unverzüglich der nächsten sachlich zuständigen Behörde zu übergeben, oder aber – wenn der Grund der Festnehmung schon vorher entfällt – freizulassen. Die Behörde hat den Festgenommenen sofort, spätestens aber binnen 24 Stunden nach der Übernahme zu vernehmen. Über diesen Zeitraum hinaus ist eine Verwahrung für Zwecke des Verwaltungsstrafverfahrens unzulässig.

## Schweiz
Die Bundes-Strafprozessordnung ist seit 2011 in Kraft. Die Festnahme durch die Polizei ist im Art. 217, durch Private (Jedermann-Festnahme) im Art. 218 StPO geregelt. Schon vorher kannten die meisten kantonalen Strafprozessordnungen dieses Prinzip, so zum Beispiel Zürich im Artikel 55 der zürcherischen Strafprozessordnung. Die Entlassung oder Zuführung an die Staatsanwaltschaft erfolgen nach Artikel 219, Abs. 4 in jedem Falle spätestens nach 24 Stunden.
Im Militärstrafrecht bestehen ähnliche Regelungen (Art. 54 bis 55a des Militärstrafprozesses vom 23. März 1979).